# Летница (община)
Вижте пояснителната страница за други значения на Летница.
Община Летница се намира в Северна България и е една от съставните общини на област Ловеч.

## География

### Географско положение, граници, големина
Общината е разположена в най-североизточната част на област Ловеч. С площта си от 177,719 km2 е най-малката сред 8-те общините на областта, което съставлява 4,3% от територията на областта. Границите ѝ са следните:
- на запад – община Ловеч;
- на северозапад – община Пордим, област Плевен;
- на североизток – община Левски, област Плевен;
- на югоизток – община Сухиндол, област Велико Търново;
- на юг – община Севлиево от област Габрово.

### Природни ресурси

#### Релеф
Преобладаващият релеф на общината е хълмист и равнинен. Територията ѝ условно попада в две физикогеографски области на България – Средния Предбалкан и Средната Дунавска равнина.
Южната половина на общината, югоизточно от долината на река Осъм е в пределите на Средния Предбалкан, като преобладаващият релеф е хълмистият. Тук се простират крайните североизточните части на Деветашкото плато. То има равнинен и слабо хълмист релеф и се спуска със стръмни, на места отвесни склонове към долината на Осъм. Максималната му височина в пределите на общината е 473 m, разположена южно от село Кърпачево.
Останалата половина от общината, северно и северозападно от долината на Осъм попада в южната, хълмиста част на Средната Дунавска равнина. Тук в коритото на река Осъм, източно от общинския център град Летница се намира най-ниската точка на общината – 70 m н.в.

### Води
Основна водна артерия на община Летница е река Осъм, която протича през нея от югозапад на североизток с част от средното си течение. Отдясно в нея се вливат малки и къси реки и дерета водещи началото си от Деветашкото плато. В югоизточната част на общината, основно по границата с община Сухиндол преминава горното течение на река Ломя (десен приток на Осъм). В нея отляво се вливат малки и къси дерета, които водят началото си също от Деветашкото плато.

## Население

### Етнически състав (2011)
Численост и дял на етническите групи според преброяването на населението през 2011 г.:
|                     | Численост | Дял (в %) |
| Общо                | 3776      | 100,00    |
| Българи             | 2630      | 69,65     |
| Турци               | 461       | 12,21     |
| Цигани              | 111       | 2,94      |
| Други               | 164       | 4,34      |
| Не се самоопределят | 50        | 1,32      |
| Неотговорили        | 360       | 9,53      |

### Населени места
Общината има 4 населени места с общо население 3632 жители към 7 септември 2021 г.
| Населено място | Население (2021 г.) | Площ на землището km2 | Забележка (старо име) | Населено място | Население (2021 г.) | Площ на землището km2 | Забележка (старо име)           |
| -------------- | ------------------- | --------------------- | --------------------- | -------------- | ------------------- | --------------------- | ------------------------------- |
| Горско Сливово | 466                 | 70,028                |                       | Кърпачево      | 102                 | 19,195                | Юруклери, Надежда               |
| Крушуна        | 331                 | 19,981                |                       | Летница        | 2733                | 68,515                |                                 |
|                |                     |                       |                       | ОБЩО           | 3632                | 177,719               | няма населени места без землища |

## Административно-териториални промени
- Указ № 192/обн. 21.04.1923 г. – преименува с. Юруклери на с. Надежда;
- Указ № 45/обн. 08.02.1950 г. – преименува с. Надежда на с. Кърпачево;
- Указ № 546/обн. 15.09.1964 г. – признава с. Летница за с.гр.т. Летница;
- Указ № 850/обн. 03.06.1970 г. – признава с.гр.т. Летница за гр. Летница.

## Транспорт
През общината от североизток на югозапад по долината на река Осъм преминава участък от 6,9 км от трасето на жп линията Левски – Ловеч – Троян.
През общината преминават частично 3 пътя от Републиканската пътна мрежа на България с обща дължина 27,8 км:
- участък от 7,2 км от Републикански път III-301 (от km 15,6 до км 22,8);
- началният участък от 15,5 км от Републикански път III-3011 (от km 0 до км 15,5);
- последният участък от 5,1 км от Републикански път III-3501 (от км 30,8 до км 35,9).

## Топографска карта
- Лист от карта K-35-15. Мащаб: 1 : 100 000.
- Лист от карта K-35-26. Мащаб: 1 : 100 000.
- Лист от карта K-35-27. Мащаб: 1 : 100 000.